# Pablo G. Lorentz
El profesor Paul Günther o Pablo Lorentz (o Paul Günther Lorentz) ( Kahla, Turingia, 30 de agosto de 1835 – Concepción del Uruguay, Entre Ríos, Argentina 6 de octubre de 1881) fue un botánico, micólogo y algólogo alemán naturalizado argentino que desarrolló buena parte de su carrera en Argentina.
Lorentz cursó estudios primarios en Altenburgo, luego de 1885, siguió estudios teológicos en Jena y Erlangen, Alemania.
Ingresó a la Universidad de Múnich, para cursar estudios Universitarios, y obtuvo un doctorado en 1860, con una tesis que se convirtió en el primer estudio biogeográfico que se conoce.
Lorentz se especializó en el estudio de los musgos, viajando por Europa y colectando en diversas regiones, ocupó una cátedra en la Universidad de Múnich.
Llegó a Córdoba contratado por la Academia Nacional de Ciencias de Córdoba como profesor de Botánica, seleccionado por Hermann Burmeister. Realizó viajes exploratorios, por el sur de Bolivia. Colectaba ejemplares de especies botánicas para fundar el herbario del Museo de Botánica. Envió duplicados de especímenes a August Grisebach, con los se confeccionaron los primeros tratados de botánica sistemática del país publicando Symbolae ad floram argentinae, en 1879.
Su ayudante Jorge Hieronymus reemplazó a Lorentz cuando este dejó la Cátedra de Botánica, siendo un destacado botánico de larga trayectoria en el país.
En 1874, una serie de desavenencias personales lo alejaron de la Academia de Ciencias de Córdoba. No pudo formar parte de la Expedición científica al Chaco por razones de enfermedad. Nicolás Avellaneda, al asumir como Presidente de la República Argentina en 1875, designó a Lorentz profesor de Botánica en el Colegio Nacional de Concepción del Uruguay; siempre mantuvo contactos con Jorge Hieronymus y otros colegas.
Además de su actividad docente, Lorentz realizó varias expediciones por la Mesopotamia y el Chaco, y presentó su obra Cuadro de la vegetación de la República Argentina, siendo el inicio de los estudios fitogeográficos en el país.
En 1878, Lorentz publicó una segunda obra botánica y florística, llamada La vegetación del nordeste de la Provincia de Entre Ríos, que repasa prácticamente toda la flora provincial e incluye el estudio de las formaciones vegetales de la región.
En 1879, participó como expedicionario científico en la "Expedición al Río Negro", comandada por Julio Argentino Roca junto a Adolfo Doering, La Conquista del Desierto. Diarios de los miembros de la Comisión Científica en la expedición de 1879.
La Comisión Directiva de la Academia de Ciencias de Córdoba sugirió al gobierno nacional la participación de alguno de sus miembros en la expedición, para obtener material zoológico, botánico y geológico de esos territorios. Regresó luego a Entre Ríos, donde enfermó gravemente.
La mayor parte de los trabajos de Lorentz están escritos en alemán y se perdieron definitivamente después de su muerte. Sin embargo, sus colecciones botánicas dieron la base para el conocimiento de la flora argentina, en especial, de la zona del centro del país.

## Algunas publicaciones
- Beiträge zur Biologie und Geographie der Moose, Múnich 1860 (Promotionsschrift)
- Moosstudien, Leipzig 1864
- Verzeichnis der europäischen Laubmoose, Stuttgart 1865 (Digitalizado del Real Jardín Botánico)
- Grundlinien der vergleichenden Anatomie der Laubmoose. In: Jahrbuch für wissenschaftliche Botanik 6, 1867; pp. 863–466.
- Studien zur Anatomie des Querschnitts der Laubmoose, Berlín 1869
- Die Vegetationsverhältnisse der Argentinischen Republik. In: Richard Napp: Die Republik Argentinien. Buenos Aires 1876; pp. 86–149.
- La vegetación de la provincia de Entre Ríos, 1978

## Honores
En su honor lleva su nombre el Jardín botánico Parque Botánico Andino „Paul Günther Lorentz“ en la Reserva de biosfera Laguna Blanca, provincia de Catamarca, Argentina.
El Museo de Historia Natural  del Colegio del Uruguay en Concepción del Uruguay (Entre Ríos) lleva su nombre "Pablo Günther Lorentz".

### Epónimos
Género
- (Sterculiaceae) Lorentzia Hieron.[3]

Especies
- (Anacardiaceae) Lithraea lorentziana Hieron. ex Niederl.[4]
- (Bromeliaceae) Abromeitiella lorentziana (Mez) A.Cast.[5]
- (Bromeliaceae) Deuterocohnia lorentziana (Mez) M.A.Spencer & L.B.Sm.[6]
- (Bromeliaceae) Tillandsia lorentziana Griseb.[7]
- (Elatinaceae) Elatine lorentziana Hunz.[8]
- (Fabaceae) Aeschynomene lorentziana Bacigalupo & Vanni[9]
- (Lamiaceae) Hyptis lorentziana O.Hoffm.[10]
- (Loasaceae) Caiophora lorentziana Urb. & Gilg[11]
- (Melastomataceae) Medinilla lorentziana Mansf.[12]
- (Myrsinaceae) Maesa lorentziana Mez[13]
- (Myrsinaceae) Myrsine lorentziana Arechav.[14]
- (Poaceae) Brachiaria lorentziana (Mez) Parodi[15]
- (Poaceae) Urochloa lorentziana (Mez) Morrone & Zuloaga[16]
- (Violaceae) Calceolaria lorentziana (Eichler) Kuntze[17]

- La abreviatura «Lorentz» se emplea para indicar a Pablo G. Lorentz como autoridad en la descripción y clasificación científica de los vegetales.[18]

Se poseen cuarenta registros de sus identificaciones y nombramientos de nuevas especies.